# Bertrand Munier (écrivain)
 (septembre 2019).
Si vous disposez d'ouvrages ou d'articles de référence ou si vous connaissez des sites web de qualité traitant du thème abordé ici, merci de compléter l'article en donnant les références utiles à sa vérifiabilité et en les liant à la section « Notes et références ».
Pour l'économiste né en 1943, voir Bertrand Munier (économiste).
Bertrand Munier, né à Épinal dans les Vosges, est un écrivain français, auteur d'ouvrages sur l'histoire, la vie politique, la cuisine ou le sport en Lorraine.

## Biographie
Originaire d’Épinal, dans les Vosges, Bertrand Munier se passionne très tôt pour l’écriture et la photographie. Il fait ses premiers pas dans le journalisme au sein du quotidien La Liberté de l’Est, où il multiplie les expériences enrichissantes.
Auteur prolifique, il publie de nombreux ouvrages aux thématiques variées (culture, gastronomie, politique, sport… ) toujours ponctués de souvenirs personnels et d’anecdotes savoureuses. Il s’illustre également dans le domaine de la bande dessinée.
On retrouve sa plume dans plusieurs publications touristiques nationales, notamment dans le magazine parisien L’Indigo Mag.
Chaque dimanche matin, il donne rendez-vous aux auditeurs sur « Ici France Bleu » pour une émission d’une heure consacrée aux communes lorraines. Un voyage radiophonique vivant et chaleureux à travers leurs habitants, leurs événements et leur histoire, toujours enrichi d’une foule d’anecdotes.
 (janvier 2016).

## Publications

### Ouvrages
- La Vie municipale à Xertigny aux XIXe et XXe siècles : hommes et évènements, préface Frédéric de Saint-Sernin, Éd. Jean-Pierre Kruch, 1998.
- Xertigny et son canton, Éd. Alan Sutton, coll. « Mémoire en images », 1999.
- Épinal, préf. de Marielle Goitschel, Éd. Alan Sutton, coll. « Mémoire en images », 2000.
- L’Activité brassicole en Lorraine, Pasteur au service de la bière, Éd. Alan Sutton, coll. « Parcours et labeurs », 2001.
- La Lorraine des délices, sur le chemin des goûts et des saveurs, préface de Reine Sammut,  Éd. Alan Sutton, coll. « Parcours et labeurs », 2002.
- Le Grand livre des élus vosgiens : 1791-2003, préf. de Robert Chambeiron, , Éd. Gérard Louis, 2003.
- Lorraine, étoiles du sport, préf. de Michel Platini), Éd. Serpenoise, 2008  (ISBN 978-2-87692-745-2).
- A.S. Nancy Lorraine, histoire d’un club au fil des saisons depuis 1935, préf. Roger Piantoni, postf. Jacques Rousselot), Éd. Serpenoise, 2010  (ISBN 978-2-87692-747-6 et 978-2-36584-023-1).
- Les Vosges en 200 questions, Éd. Alan Sutton, 2013, coll. « Quiz en régions »  (ISBN 978-2-8138-0625-3).
- La Cuisine lorraine par ses chefs, préf. de Michel Roth, Éd. Serpenoise, 2013  (ISBN 978-2-87692-960-9).
- Vin et Distillation en Lorraine, préf. de Joseph Viola, Éd. du Quotidien, 2015.
- La Moselle en 200 questions, Éd. Alan Sutton, coll. « Quiz en régions », 2015.
- La Meurthe-et-Moselle en 200 questions, Éd. Alan Sutton, coll. « Quiz en régions », 2016.
- A. S. Nancy-Lorraine : petites et grandes histoires depuis 1967, préf. de Youssouf Hadji, Éd. Vent d’Est, 2016  (ISBN 9-782371-720145).
- Le Thermalisme en Lorraine : au fil de l’eau, préf. de Guy de La Motte-Bouloumié, Vademecum Éd., 2017)  (ISBN 9-791097-535018).
- Excelsior : l’esprit Brasserie à Nancy, préf. de Christelle Williatte, Éd. du Signe, 2018.
- L'Académie gourmande des chaircuitiers, préf. de Jérôme Prod'homme, Éd. du Signe, 2018.
- Victor Noir et son gisant turgescent : martyr du Second Empire et héros malgré lui, préf. de David Chanteranne, Éd. du Signe, 2019.
- Album Secret et Mystérieux de la France, Éd. Ouest-France 2020.
- Guide Secret de la Lorraine, Éd. Ouest-France 2021.
- Abigaël - À la découverte d'une plante surprenante... la Silphie, Éd. du Signe, 2021.
- A la Table des Grandes Brasseries de l'Est, Éd. du Signe, 2023.
- Guide Secret de Nancy, Éd. Ouest-France 2025.

### Bandes dessinées
- Les Vosges - Une Terre d'Histoire, Éd. du Signe, 2019.
- Nancy - Capitale des Ducs de Lorraine, Éd. du Signe, 2020.
- Vive la République - La France et ses Présidents, Éd. du Signe, 2021.
- Ici C'est Thaon-les-Vosges, Éd. du Signe, 2022.
- Ensisheim - Entre Ciel et Terre, Éd. du Signe, 2024.
- Peugeot - Le Prestige du Lion, Éd. du Signe, 2025.